# Hugo Blanco Galdós
Ángel Hugo Blanco Galdós (Cuzco, 15 de noviembre de 1934 - Upsala, 25 de junio del 2023) fue un guerrillero, líder campesino peruano de filiación trotskista. Líder histórico de la izquierda peruana, fue senador de la república desde 1990 hasta su disolución en 1992 tras el autogolpe de estado fujimorista, diputado por Lima en el periodo 1980-1985 y miembro de la Asamblea Constituyente de 1978.

## Biografía
Hugo Blanco nació en la ciudad del Cuzco, el 15 de noviembre de 1934. Su primera infancia la vivió en el pueblo de Huanoquite, Paruro. Estudió en Cuzco en el Colegio Nacional de Ciencias.
En su primera infancia en el campo fue impactado por la noticia de que un hacendado había marcado con un hierro candente con sus iniciales la nalga de un indígena, la famosa carimba, que era normal hacer de parte de los gamonales.
En 1954 viajó a La Plata, Argentina, para estudiar Agronomía. Allí conoció el movimiento trotskista y dejó sus estudios, luego de lo cual pasó a trabajar como obrero en un frigorífico y tuvo sus primeras experiencias sindicales. Durante su estadía en Argentina se dio el golpe de Estado contra Perón, y Blanco participó en la resistencia al golpe.
De regreso al Perú se integró en el Partido Obrero Revolucionario (POR) en Lima, y participó en una marcha contra el vicepresidente de los Estados Unidos, Richard Nixon, en 1958. A raíz de su participación en aquellas manifestaciones, Blanco captó el interés de los custodios del orden, razón por la cual el POR decidió trasladarlo a Cusco, su departamento natal. Se casó con la apurimeña Vilma Valer Delgado, con quien tuvo su primera hija.
De vuelta en el Cusco, Blanco se integró a la Federación Departamental de Trabajadores del Cusco como delegado del Sindicato Único de Vendedores de Periódicos. Luego se incorporó como campesino al Sindicato de Campesinos de Chaupimayo, parte de la Federación Provincial de Campesinos de la Convención y Lares. Sus experiencias en esta última le ayudaron a obtener una perspectiva diferente sobre la problemática agraria del Perú, especialmente tras su elección como delegado del sindicato ante la Confederación Campesina del Perú.
Blanco incrementó su participación en los sindicatos campesinos y ocupó diversos cargos en la Federación Provincial de la La Convención, culminando en abril de 1962 con su elección a la secretaría general de la Federación.

### Frente de Izquierda Revolucionaria (FIR)
Hugo Blanco, hizo un llamado a las fuerzas de la izquierda peruana para apoyar la toma de tierras por parte de campesinos, que entonces se estaba generando. Así nace el Frente de Izquierda Revolucionaria (FIR). Uno de los principales dirigentes del FIR fue Juan Pablo Chang Navarro, quien años después murió con el Che Guevara en Bolivia. Otros dirigentes fueron Gerardo Carpio, José Zúñiga y Aniceto Muñoz.
En 1962, a través de un levantamiento campesino durante el gobierno de Ricardo Pérez Godoy en la hacienda Santa Rosa, ubicada en Chaupimayo, propiedad de la familia Romainville. Los campesinos se organizan en brigadas de autodefensa para reclamar a los hacendados por los supuestos abusos cometidos. En una de esas acciones se sucede un enfrentamiento inesperado en el puesto policial de Pucyura. El líder trotskista había disparado contra el guardia civil Briceño, según unas versiones cuando este se negó a abrir la armería, según la versión de Blanco, cuando este se disponía a dispararle. Otros dos policías caerían abatidos en una emboscada en Mesacancha por la columna de Blanco.
En 1963 las fuerzas policiales y de inteligencia (Policía de Investigaciones del Perú o PIP) capturaron a Blanco luego de desbaratar al grupo clandestino en la selva de Mesacancha, llevándolo a pie hasta la ciudad de Quillabamba.
En 1966, tras tres años de prisión efectiva, fue finalmente juzgado en Tacna y sentenciado a veinticinco años en la isla penal de El Frontón en Lima. De acuerdo a Blanco, el fiscal del tribunal militar que lo juzgó en Lima pidió la pena capital. Una campaña nacional e internacional  lo salvó de la pena de muerte: el tribunal ratificó la condena de veinticinco años dada en Tacna. En esta campaña jugaron un papel importante la acción iniciada por la sección sueca de Amnistía Internacional y los pronunciamientos a favor de su libertad de personalidades como Jean-Paul Sartre y Simone de Beauvoir, así como jóvenes escritores, tales como el futuro Premio Nobel, Mario Vargas Llosa.
Salió libre en el marco de la amnistía dada por el presidente General Juan Velasco Alvarado en 1970, tras haberse declarado finalmente la Reforma agraria peruana. Estuvo exiliado en México, Argentina, Chile y Suecia.

### Exilio
En diciembre de 1970, el gobierno revolucionario militar de Juan Velasco Alvarado dio la libertad a Blanco, pero lo deportó a México en septiembre de 1971. Fue la primera de tres deportaciones. En dicho año se editó su libro Tierra o Muerte el cual fue traducido al inglés, portugués, japonés y sueco.  
De su exilio en México viajó a la Argentina, donde el gobierno militar lo encarceló y expulsó a Chile. En este país, durante el gobierno de Salvador Allende, Blanco colaboró en la organización de los “Cordones Industriales”. A raíz del golpe de Augusto Pinochet fue rescatado por el embajador sueco Harald Edelstam, quien lo acogió en la Embajada de Suecia al igual que a muchos otros refugiados latinoamericanos. De esa manera inició su asilo político en ese país. 
Ya en Europa, Blanco realizó una gira por Europa Occidental y Canadá dando conferencias de análisis sobre el golpe de Estado en Chile. Luego logró ingresar a los Estados Unidos durante el gobierno del presidente Jimmy Carter, quien en ese entonces empezaba a enfatizar en sus discursos acerca de los Derechos humanos. El tema de las conferencias de Blanco fue “Cárter y los Derechos Humanos en América Latina”, en ellas denunciaba al gobierno estadounidense como impulsor de los golpes de estado en América Latina, quienes, según su visión, violaban sistemáticamente los derechos humanos. En Suecia trabajó primero en un instituto preparatorio de la Agencia Sueca de Desarrollo Internacional (ASDI) para jóvenes que se preparaban para viajar al Tercer Mundo como cooperantes internacionales, enseñándoles castellano y quechua. Luego trabajó como obrero industrial en Estocolmo. 
A su retorno, fue secretario de Derechos Humanos de la Confederación Campesina del Perú (CCP). De 1985 a 1990, como secretario de organización de la CCP, participó en la recuperación de 1 250 000 ha por las comunidades indígenas de Puno. Actuó en el Norte del país en las Rondas Campesinas.

### Diputado Constituyente
En 1976, tras una fuerte protesta popular contra el nuevo gobierno militar en Perú, encabezado por el general Francisco Morales Bermúdez, Blanco pudo volver al Perú como candidato a la Asamblea Constituyente por el Frente Obrero Campesino, Estudiantil y Popular, FOCEP. El objetivo de la Asamblea Constituyente era permitir una transición del gobierno militar a un gobierno civil. A raíz del uso de su espacio televisivo gratuito para su campaña electoral en contra de una agresiva alza de precios de la canasta básica y en favor de un Paro General llamado por la Confederación General de Trabajadores del Perú (CGTP). Esto motiva a que el gobierno lo deporte por segunda vez, luego de haber regresado al país nueve meses atrás.
Luego de haber sido elegido como constituyente con la votación más alta de la izquierda, luego de Víctor Raúl Haya de la Torre y Luis Bedoya Reyes, se le permite regresar al Perú.

### Diputado por Lima
En el año 1980, Hugo Blanco postuló a la presidencia de la república por el Partido Socialista de los Trabajadores y a la Cámara de Diputados del Congreso de la República por la circunscripción de Lima Metropolitana. Blanco solo logró ser elegido como diputado por Lima y fue juramentado para el periodo parlamentario 1980-1985.
Fue miembro de la Comisión de Derechos Humanos dentro de la Cámara de Diputados. Tras culminar su gestión como diputado, Hugo Blanco decidió alejarse momentáneamente del ámbito político.

### Senador de la República
Ante la llegada de las elecciones generales del año 1990, Hugo Blanco decide integrarse al Partido Unificado Mariateguista y luego postular para la elecciones parlamentarias al Senado por la coalición Izquierda Unida. Fue elegido con 20,820 votos para el periodo 1990-1995, sin embargo, su cargo fue disuelto el 5 de abril de 1992 tras el autogolpe de estado decretado por el presidente Alberto Fujimori y formó parte de la oposición al régimen dictatorial hasta su caída en el año 2000.

### Actividades posteriores
En la década de 1990 se dedicó a defender a los campesinos del Cusco y el cultivo de la hoja de la coca. En el año 1994, cuando vivía temporalmente en México, estalló la rebelión zapatista, movimiento que lo inspira entre otras a replantearse el estratégico papel de los pueblos indígenas.
En el 2003 estuvo al borde de la muerte cuando tuvo un accidente cerebrovascular. La solidaridad económica de la Liga Comunista Revolucionaria (LCR) de Francia y otras fuerzas nacionales e internacionales de izquierda, le salvaron la vida. Enrique Fernández Chacón refirió que el ex congresista Javier Diez Canseco organizó una colecta para apoyarlo.
Dirigió la publicación mensual Lucha Indígena y edita folletos sobre diversos temas relacionados con las luchas indígenas y campesinas. Ha publicado su segundo libro Nosotros los Indios. Continuó siendo miembro honorario de la Confederación Campesina del Perú (CCO), como parte de su Consejo Nacional de Delegados. Fue además miembro del Consejo Editorial de la revista política internacional Sin Permiso, desde su fundación en 2006.
En las elecciones del año 2006, Hugo Blanco reapareció en el ámbito político como candidato al Parlamento Andino por el Partido Socialista en calidad de invitado, sin embargo, solo obtuvo 49,364 votos.
En el 2010, realizó una gira por Europa exponiendo la lucha de los pueblos indígenas del mundo en defensa de la naturaleza. Sus posiciones actuales hace que sea considerado por muchos cercano al Ecosocialismo. En 2019 se realizó el documental Hugo Blanco, Río profundo sobre su vida.

## Vida personal
Tuvo dos hijas mujeres y cuatro hijos varones. Su hija mayor, Carmen Blanco Valer, es dirigente ambientalista y de la solidaridad internacional en Suecia. Su organización Solidaridad Suecia-América Latina (SAL) apoya a los movimientos campesinos e indígenas de América Latina.

## Fallecimiento

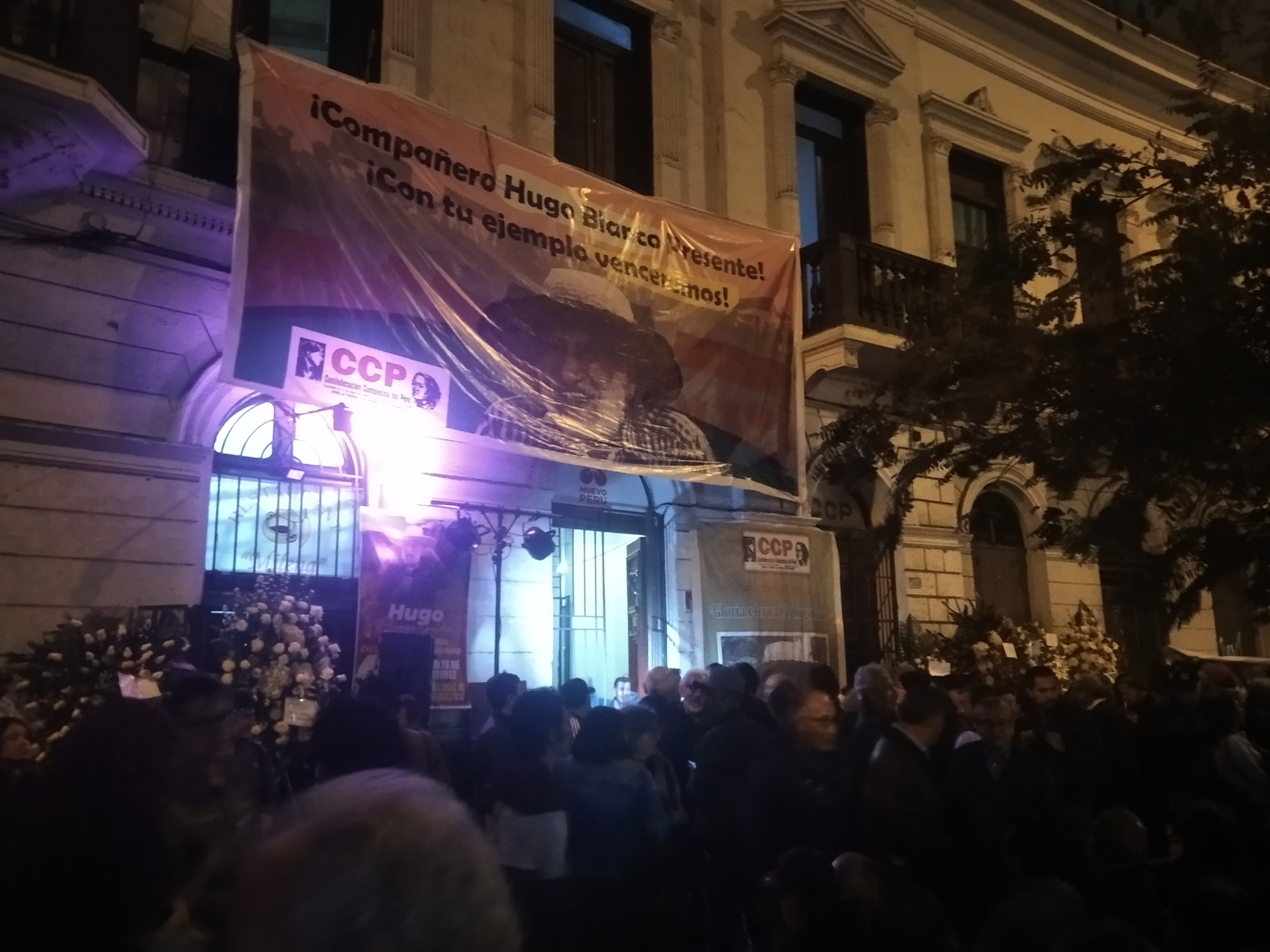
Velatorio de Hugo Blanco en Lima

El 25 de junio del 2023, Hugo Blanco falleció a los 88 años en Suecia. Sus restos fueron trasladados al Perú y luego fueron enterrados en la ciudad del Cuzco, lugar donde nació e inició su trayectoria campesina.